# Kapitulation im Vlieter
Ostrach – Feldkirch – Stockach I – Verona – Magnano – Cassano d’Adda – Bassignana – Frauenfeld – Winterthur – Zürich I – Trebbia – Mantua – Novi – Döttingen - Vlieter – Bergen – Gotthardpass – Teufelsbrücke – Dietikon – Zürich II – Linth – Muotatal – Näfels – Egmont – Castricum - Genola – Wiesloch – Genua – Rheinklingen – Engen – Stockach II –  Meßkirch – Biberach II – Montebello – Marengo – Höchstädt – Oberhausen – Brión – Hohenlinden – Walserfeld – Pozzolo – Kopenhagen – Algeciras I – Algeciras II
Die Kapitulation im Vlieter (niederländisch auch Vlieter-Episode; englisch meist Vlieter Incident, d. h. Vlieter-Zwischenfall) am 30. August 1799 war die kampflose Übergabe eines niederländischen Marinegeschwaders an die britische Royal Navy. Meuternde Marineoffiziere lieferten dem britischen Kriegsgegner den letzten größeren Kampfverband der niederländischen Marine aus. Trotz dieses bedeutenden seestrategischen Erfolges scheiterte die gleichzeitig begonnene britisch-russische Invasion Hollands bereits im Oktober 1799.

## Ausgangssituation
Im Ersten Koalitionskrieg war das mit Großbritannien verbündete niederländische Herrscherhaus der Oranier 1795 von  niederländischen Patrioten und französischen Revolutionären gestürzt und nach England vertrieben worden. Der Großteil der niederländischen Admiralität war jedoch weiterhin orangistisch gesinnt und stand der neugegründeten Batavischen Republik ablehnend gegenüber. Mit Hilfe der Orangisten war es den Briten bereits 1796 gelungen, in Südafrika ein niederländisches Geschwader kampflos zur Übergabe zu bewegen (Kapitulation in der Saldanhabucht). Zahlreiche weitere niederländische Schiffe waren 1797 in der Seeschlacht bei Camperduin zur Kapitulation gezwungen worden.

## Britisch-Russische Invasion in Holland
Während die Elite der französischen Revolutionsarmee seit 1798 in Ägypten kämpfte (Ägyptische Expedition), hatte sich eine zweite Koalition gegen Frankreich gebildet. Österreicher und Russen beseitigten 1799 die von den Franzosen gegründeten Tochterrepubliken in Italien, und zusammen mit den Russen bemühten sich die Briten, durch eine Landung in Holland auch die Batavische Republik zu vernichten und die Oranier wieder einzusetzen.
Eine Flotte von insgesamt 200 britischen und russischen Kriegsschiffen und Transportschiffen landete am 27. August 1799 bis zu 35.000 Mann in Nordholland und schlug die niederländischen Truppen bei Callantsoog.
Das letzte kampfstarke niederländische Geschwader, das in Den Helder vor Anker lag, hatte vom niederländischen Oberkommandierenden Herman Willem Daendels den Befehl erhalten, die Einfahrt in die Meerenge von Texel (das Marsdiep) durch die Versenkung einiger Schiffe unpassierbar zu machen. Der niederländische Konteradmiral Samuel Story verpasste oder verzögerte aber den Zeitpunkt, und als am 28. August britische und russische Kriegsschiffe in die Meerenge einfuhren und acht Schiffe kaperten, zog er sich mit den verbleibenden 13 niederländischen Schiffen durch das schmale Fahrwasser des Vlieter in die flache Zuiderzee zurück. Nachdem auch ihr bis zuletzt tapfer verteidigter Heimathafen Den Helder kapituliert hatte und am 30. August eine überlegene britische Flotte unter Vizeadmiral Andrew Mitchell vor dem Vlieter erschien, war die niederländische Flotte eingeschlossen und in einer sehr ungünstigen Lage.

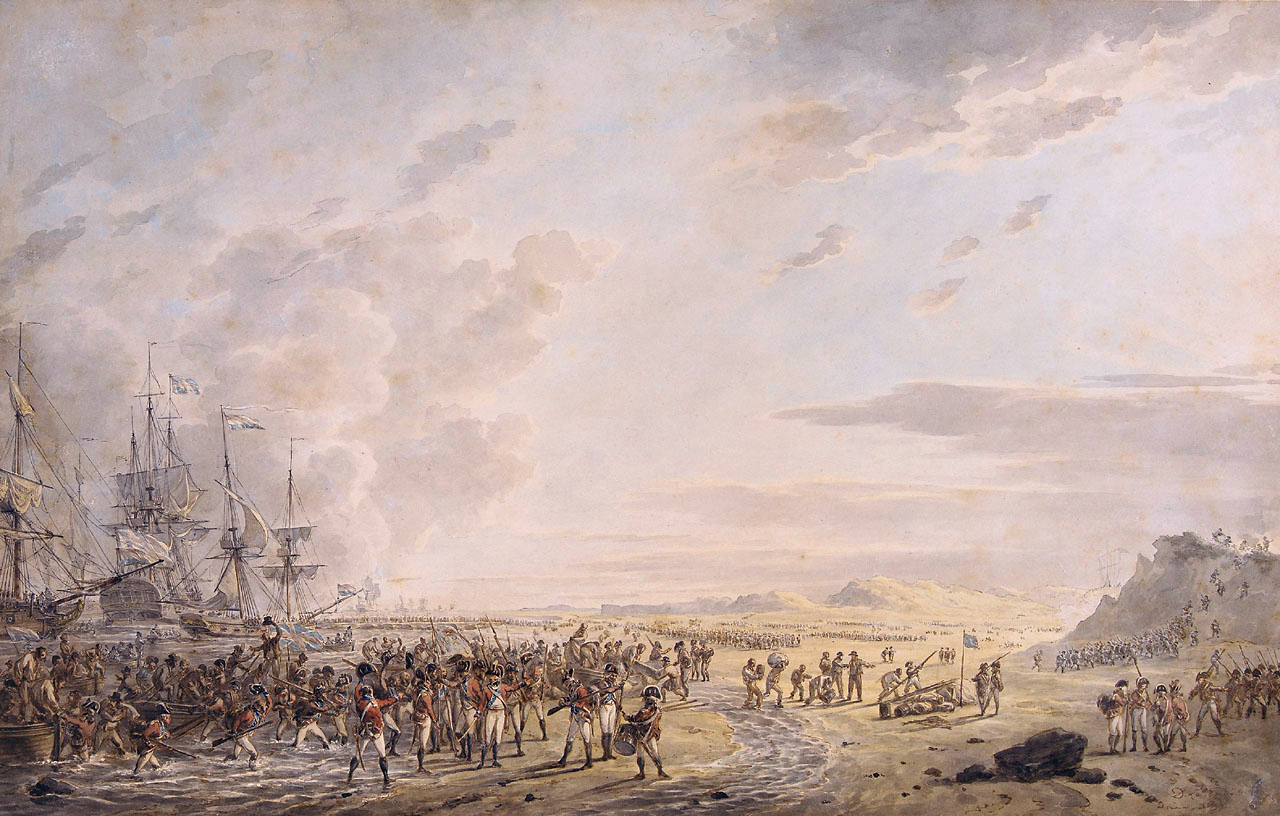
Britisch-russische Landung bei Callantsoog in Nordholland am 27. August 1799
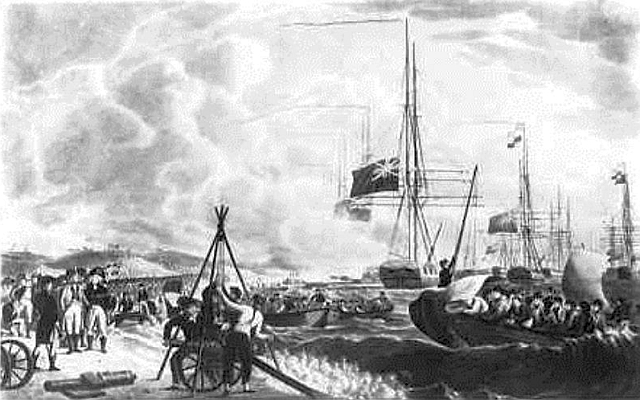
Nach der Kapitulation im Vlieter übernahmen britische Besatzungen die niederländischen Schiffe
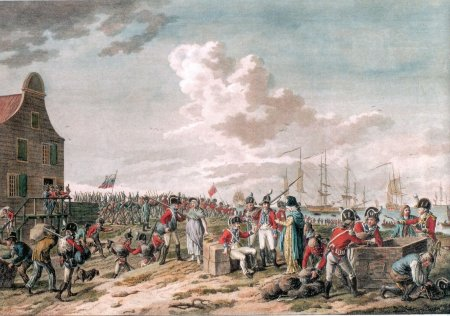
Evakuierung der britisch-russischen Truppen von Den Helder am 19. November 1799

## Meuterei der Orangisten
An Bord des britischen Flaggschiffs „Isis“ befanden sich der Erbprinz Wilhelm von Oranien und der ehemalige niederländische Kapitän Carel Hendrik Verhuell. Anders als viele andere niederländische Marineoffiziere hatte Verhuell aus seiner Ablehnung der Republik und seiner orangistischen Gesinnung keinen Hehl gemacht und war daher 1795 aus dem aktiven Dienst entfernt worden. Im Auftrag des Erbprinzen nahm er Geheimverhandlungen mit seinen Gesinnungskameraden Theodorus Frederik van Capellen und Aegidius van Braam auf, die sich das Kommando über je ein Linienschiff des niederländischen Geschwaders hatten erschleichen können. Auf ebendiesen beiden Schiffen brach am 30. August 1799 eine orangistische Meuterei aus, die auch auf Storys Flaggschiff „Washington“ übergriff. Meuternde Matrosen entluden die kampfbereiten Schiffskanonen und warfen sie ins Meer. An Widerstand gegen die britische Flotte war nicht mehr zu denken.
Mitchell forderte die Niederländer zur Kapitulation und zur Unterwerfung unter die Oranier auf, doch Story bat um Zeit, dafür die Zustimmung der Admiralität bzw. der republikanischen Führung einholen zu können. Als Unterhändler wählte Stone ausgerechnet die Kapitäne van Capellen, van Braam und de Jong, so dass die Briten vom kampfesunwilligen Zustand des Geschwaders erfuhren. Mitchell gab Story daraufhin nur eine Stunde Bedenkzeit, und die orangistischen Marineoffiziere um van Capellen drängten Story schließlich zur Kapitulation.

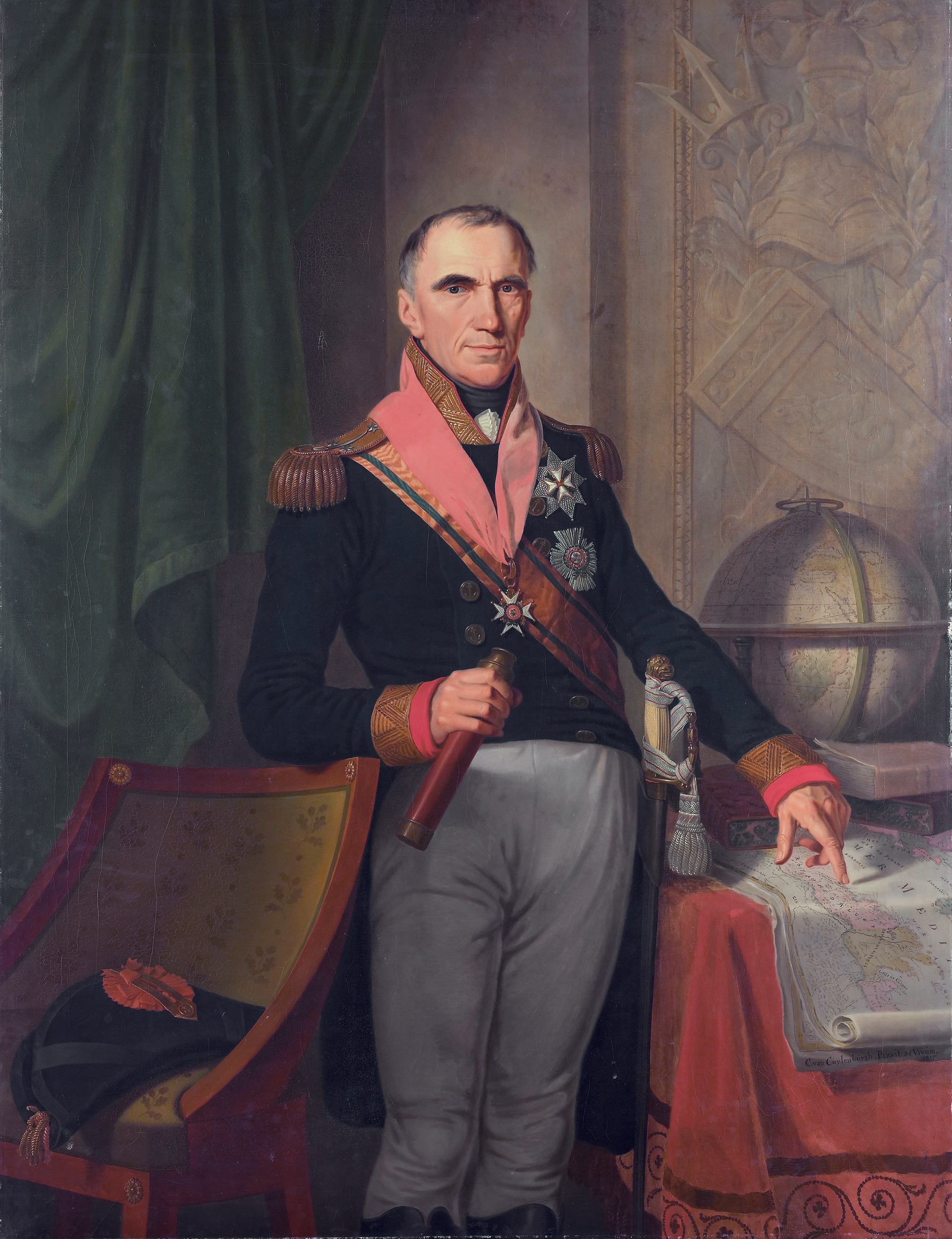
Kapitän van Capellen wurde in Abwesenheit zum Tode verurteilt, aber nach der orangistischen Restauration Admiral
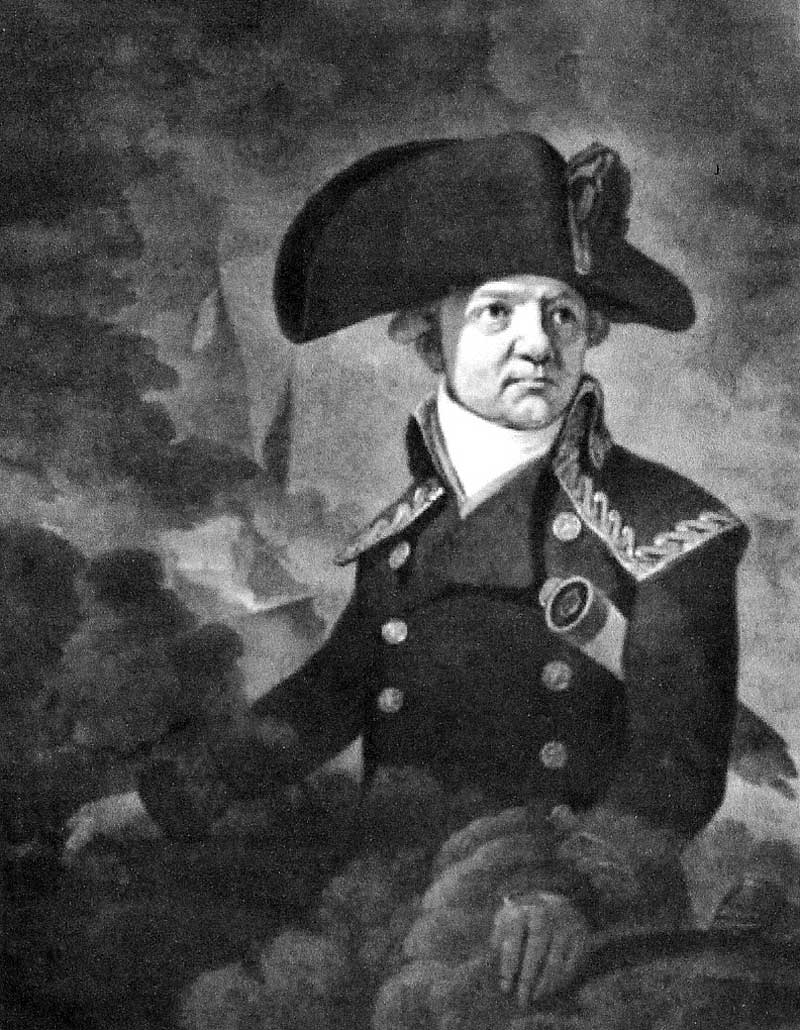
Konteradmiral Samuel Story wurde der Untreue und der Feigheit schuldig gesprochen und nach Kleve verbannt
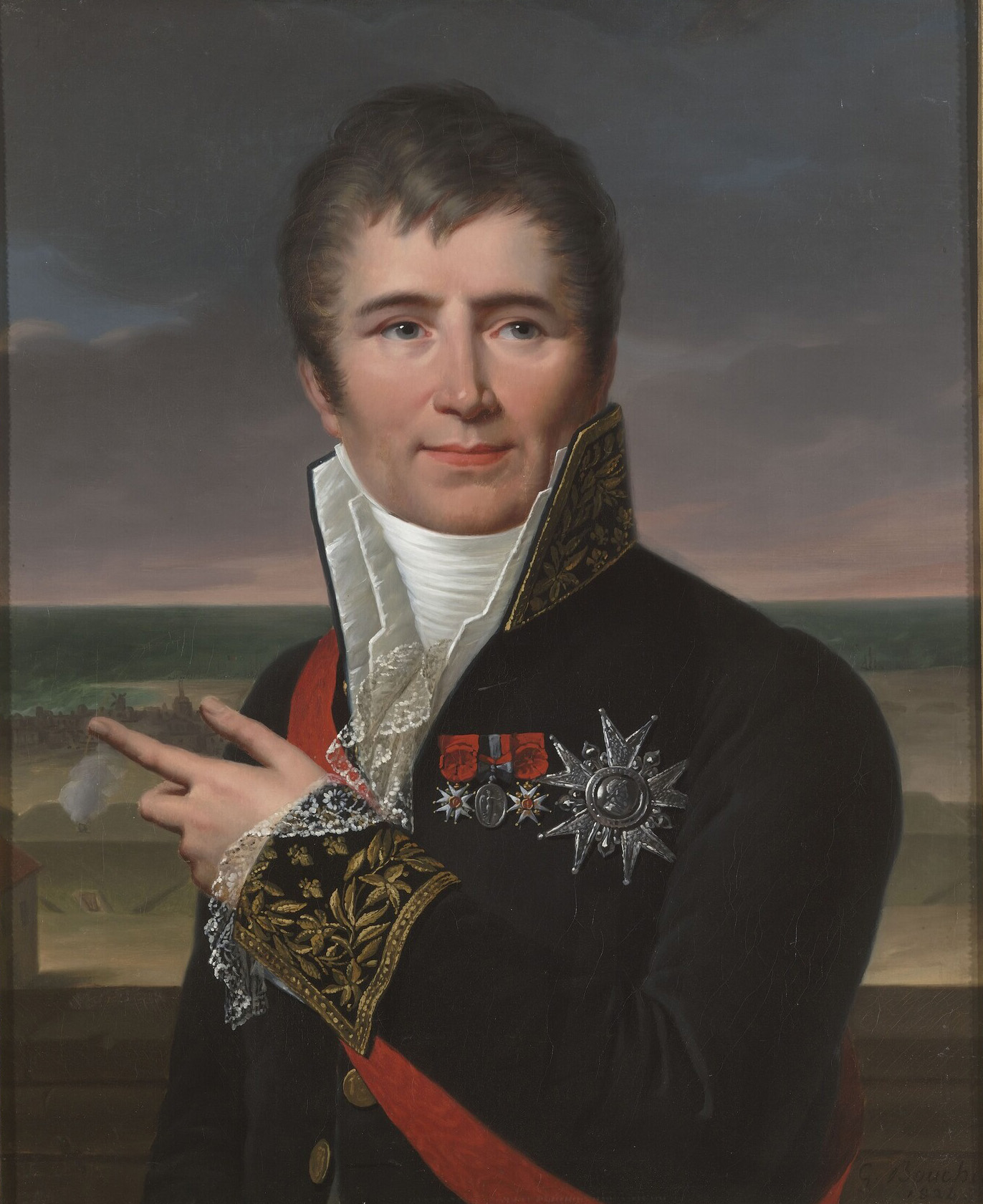
Kapitän Verhuell wurde vom Orangisten zum Bonapartisten und kämpfte als französischer Admiral gegen die Briten

## Folgen
Insgesamt befand sich nun der Großteil der niederländischen Flotte (10 Linienschiffe, 12 Fregatten, zudem einige Korvetten und kleinere Schiffe) in britischer Hand. Mitchell ließ zunächst die orangistische Prinsenvlag aufziehen und begrüßte die Niederländer als neue „Verbündete“. Dann jedoch wurden die niederländischen Besatzungen durch britische Matrosen ausgetauscht, um die Schiffe nach England zu überführen. Die niederländischen Matrosen und Marinesoldaten wurden stattdessen dem Invasionsheer zugeteilt. Zusammen mit britischen und russischen Truppen besiegten sie die durch französische Truppen verstärkten batavischen Einheiten Daendels' am 10. September bei Krabendam und am 2. Oktober bei Alkmaar, wurden  jedoch am 19. September bei Bergen und am 6. Oktober bei Castricum bzw. Beverwijk von Daendels und dem französischen General Brune geschlagen sowie am 18. Oktober 1799 zur Kapitulation von Alkmaar gezwungen. Am 19. November 1799 war der Rückzug bzw. die Evakuierung der Briten, Russen und Orangisten abgeschlossen. Inzwischen war der französische General Napoleon Bonaparte aus Ägypten zurückgekehrt, hatte in Paris die Macht ergriffen und den Kampf gegen die Koalition aufgenommen.
Konteradmiral Samuel Story blieb bis zum Frieden von Amiens 1802 in britischer Gefangenschaft. Von einem niederländischen Seekriegsgericht wurde er danach der Untreue und der Feigheit schuldig gesprochen und des Landes verbannt, er starb 1811 im Exil in Kleve. Van Capellen und van Braam, die in England blieben, wurden zusammen mit zwei weiteren Kapitänen in Abwesenheit verurteilt. Verhuell indessen wandelte sich vom probritischen Orangisten zum profranzösischen Bonapartisten und wurde ab 1805 Vizeadmiral, Marschall und Marineminister unter Hollands König Louis bzw. Frankreichs Kaiser Napoleon. Auch nach der Rückkehr des Erbprinzen nach Holland im Dezember 1813 blieb Verhuell den Franzosen treu und verteidigte Den Helder verbissen bis zur Abdankung Napoleons im April 1814. Während Verhuell danach in Frankreich blieb, kehrten van Capellen und van Braam zusammen mit dem Erbprinzen zurück und wurden 1814 Admirale der neugeschaffenen Königlich-Niederländischen Seemacht.